# Gonzaga
Gonzaga – miejscowość i gmina we Włoszech, w regionie Lombardia, w prowincji Mantua.
Według danych na rok 2004 gminę zamieszkiwało 8039 osób, 164,1 os./km².